# Studenec, Trebnje
Studenec este o localitate din comuna Trebnje, Slovenia, cu o populație de 120 de locuitori.